# Сан-Франсиско (Путумайо)
Сан-Франсиско (исп. San Francisco) — город и муниципалитет на юго-западе Колумбии, на территории департамента Путумайо.

## История
Поселение, из которого позднее вырос город, было основано в 1902 году. Муниципалитет Сан-Франсиско был выделен в отдельную административную единицу в 1973 году.

## Географическое положение

Муниципалитет Сан-Франсиско

Город расположен в северо-западной части департамента, в пределах горной местности Центральной Кордильеры, в верховьях реки Путумайо, на расстоянии приблизительно 24 километров к западу от города Мокоа, административного центра департамента. Абсолютная высота — 2180 метров над уровнем моря.
Муниципалитет Сан-Франсиско граничит на севере и востоке с территорией муниципалитета Мокоа, на северо-западе — с муниципалитетами Сибундой и Колон, на юго-западе — с муниципалитетом Сантьяго. Площадь муниципалитета составляет 407,4 км².

## Население
По данным Национального административного департамента статистики Колумбии, совокупная численность населения города и муниципалитета в 2024 году составляла 6332 человека.
Динамика численности населения муниципалитета по годам:
| 2005 | 2010 | 2015 | 2020 | 2021 | 2022 | 2023 | 2024 |
| ---- | ---- | ---- | ---- | ---- | ---- | ---- | ---- |
| 6808 | 6948 | 7083 | 5928 | 6028 | 6133 | 6244 | 6332 |

Согласно данным переписи 2005 года мужчины составляли 49,6 % от населения Сан-Франсиско, женщины — соответственно 50,4 %. В расовом отношении белые и метисы составляли 74,4 % от населения города; индейцы — 25,3 %; негры и мулаты — 0,3 %.

## Транспорт
Через город проходит национальное шоссе № 10 (исп. Ruta Nacional 10).